# Journée mondiale anti-contrefaçon
La journée mondiale anti-contrefaçon est une journée internationale créée en 1998 par le Global Anti Counterfeiting Group à la veille de l’été en juin. L’édition française est organisée par l’Union des fabricants. Elle a pour objectif principal la sensibilisation du grand public aux conséquences de la contrefaçon.
Pour atteindre cet objectif il est nécessaire de : 1) mobiliser les médias et les leaders d’opinion sur le sujet, 2) valoriser et encourager l’action des pouvoirs publics en matière de lutte anti-contrefaçon et 3) informer des actions menées par les entreprises titulaires de droits.
Lors de cette journée, la remise des Trophées de la lutte anti-contrefaçon a lieu à Paris. Cette cérémonie permet de mettre en valeur les actions menées au cours de l’année passée, pour les catégories « entreprise », « média », « association » et « organisme ».
Le Musée de la Contrefaçon organise également des Portes Ouvertes. Les visiteurs peuvent ainsi bénéficier de conférences gracieuses sur la contrefaçon.

## Célébration
- en 2012, elle a eu lieu le 7 juin 2012 [2]